# Emeline Roberts Jones

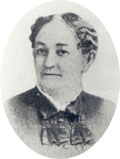
Emeline Roberts Jones

Emeline Roberts Jones (* 14. März 1836 in USA; † 3. Oktober 1916) war eine US-amerikanische Zahnärztin. Sie war 1855 die erste Frau, die in den Vereinigten Staaten als Zahnärztin praktizierte.

## Leben und Werk
Jones war die Tochter von John Eno Roberts und Deborah Hungerford Blakeslee Roberts. Sie heiratete 1854 im Alter von 17 Jahren den Zahnarzt Daniel Albion Jones, der sein Fachwissen bei R. B. Curtiss in Winsted erworben hatte.
Nachdem sie ihrem Mann bei der Arbeit zugesehen hatte, durfte sie 1855 in seiner Praxis in Danielsonville praktizieren. Er nahm sie 1859 als seine Partnerin in der Praxis auf. Nach dem Tod ihres Mannes 1864 führte Jones ihre Praxis fort, um ihre beiden kleinen Kinder zu ernähren. Obwohl es vor 1855 möglicherweise auch andere Frauen gab, die in Zahnarztpraxen arbeiteten, war sie die erste Frau, die selbstständig ihre eigene Praxis eröffnete und ihre Dienste der Öffentlichkeit als Zahnärztin anbot.
Sie reiste mit ihrem tragbaren Zahnarztstuhl zu Patienten in Connecticut und Rhode Island und eröffnete 1876 eine erfolgreiche Praxis in New Haven, Connecticut. Ihr Sohn studierte zunächst Zahnmedizin bei ihr und erwarb einen DDS an der Harvard University und einen MD an der Yale University, bevor er in ihre Praxis eintrat.
Jones wurde auf dem World's Columbian Dental Congress 1893 in Chicago landesweit als erste Zahnärztin ausgezeichnet. Im selben Jahr erhielt sie als 18. Zahnärztin in Connecticut eine Zulassung.
Jones starb 1916 im Alter von 80 Jahren. 

## Ehrungen
- 1893: Mitglied des Frauenbeirats des World's Columbian Dental Congress[7]
- 1914: Ehrenmitgliedschaft der Connecticut Dental Society[8]
- 1994: Connecticut Women's Hall of Fame[9][10]